# Joc d'àngels
Joc d'àngels (títol original: Angels in the Outfield) és una comèdia estatunidenca dirigida per William Dear i estrenada l'any 1994, remake d'un film de 1951 dirigit per Clarence Brown. Ha estat doblada al català.

## Argument
Roger i el seu amic J.P., tots dos han perdut la seva mare i romanen en una família d'acollida. Són grans fans de l'equip de beisbol dels California Angels, convertits en els Angels de Anaheim. Somien tenir una família si el seu equip, últim de la classificació, guanya finalment. Els precs de Roger hauran estat escoltats, i és amb l'ajuda de verdaders àngels que el seu somni podrà realitzar-se.

## Repartiment
- Danny Glover: George Knox
- Tony Danza: Mel Clark
- Joseph Gordon-Levitt: Roger
- Milton Davis Jr: J.P.
- Brenda Fricker: Maggie Nelson
- Christopher Lloyd: Al, el cap dels Angels
- Ben Johnson: Hank Murphy
- Jay O. Sanders: Ranch Wilder
- Taylor Negron: David Montagne
- Tony Longo: Triscuitt Messmer
- Neal McDonough: Whitt Bass
- Dermot Mulroney: M. Bomman
- Stoney Jackson: Ray Mitchell
- Adrien Brody: Danny Hemmerling
- Tim Conlon: Wally
- Matthew McConaughey: Ben Williams